# Arturo De Vecchi
Arturo De Vecchi (ur. 30 kwietnia 1898 w Mesynie, zm. 6 stycznia 1988) – włoski szablista, srebrny medalista olimpijski i dwukrotny medalista mistrzostw świata.
Na igrzyskach olimpijskich w Amsterdamie w 1928 roku zajął siódme miejsce w szabli indywidualnej, w rundzie finałowej wygrywając pięć z jedenastu pojedynków. Brał też udział w igrzyskach olimpijskich w Los Angeles w 1932 roku, gdzie razem z Gustavo Marzim, Giulio Gaudinim, Renato Anselmim, Emilio Salafią i Ugo Pignottim zdobył srebrny medal w szabli drużynowej. Indywidualnie był tym razem ósmy, w rundzie finałowej wygrał trzy z dziewięciu pojedynków.
Podczas mistrzostw świata w Liège w 1930 roku (oficjalnie rozgrywanych pod tą nazwą dopiero od 1937) wspólnie z kolegami z reprezentacji wywalczył srebrny medal w szabli drużynowej. Wynik ten Włosi z De Vecchim w składzie powtórzyli na mistrzostwach świata w Wiedniu rok później.